# Yuri Amano
Yuri Amano 天野 由梨?, Amano Yuri, pseudonimo di Tomoko Yoshikawa (吉川 智子?, Yoshikawa Tomoko) (Kyoto, 5 gennaio 1966) è una doppiatrice giapponese.

## Ruoli interpretati

### Film
- Soreike! Anpanman: Baikinman no Gyakushuu (1990),  Akachanman
- Mobile Suit Gundam F91 (1991),  Jessica
- Tobé! Kujira no Peek (1991)
- Yu Yu Hakusho The Movie: Poltergeist Report (1994),  Keiko Yukimura
- Doraemon: Nobita's Galactic Express (1996),  Dreamer's Land Guide
- Chi ha bisogno di Tenchi? The movie - Tenchi muyo in love (1996), Kiyone
- Mahou Gakuen Lunar! Aoi Ryu no Himitsu (1997),  Barua
- Chi ha bisogno di Tenchi? The movie - Memorie lontane (1997),  Kiyone
- Chi ha bisogno di Tenchi? The movie - La vigilia dell'estate (1999),  Kiyone Makibi

### Serie televisive
- Shōwa Ahōzoshi Akanuke Ichiban! (1985),  Studente C
- Machine Robo: The Running Battlehackers (1987),  Patricia Longfellow
- Soreike! Anpanman (1988),  Akachan-man
- Hai Akko Desu (1988),  Yoshiko
- Aoi Blink (1989)
- Wrestler Gundan Seisenshi Robin Jr. (1989),  Fire Queen Kireiko
- Papà Gambalunga (1990),  Julia
- Future GPX Cyber Formula (1991),  Kyoko Aoi
- O-bake no... Holly (1991),  Mukumuku
- Watashi to Watashi: Futari no Lotte (1991),  Nina
- Kikou Keisatsu Metal Jack (1991),  Yoshizawa Eriko
- Shin Chan (1992),  Hitoshi
- Yu Yu Hakusho: Ghost Files (1992),  Keiko Yukimura, Puu
- Ashita he Free Kick (1992),  Mizuho Aritaka
- Space Oz no Bouken (1992),  Princess Shera
- Tekkaman Blade (1992),  Sofia
- Sailor Moon R (1993),  Berthier
- Yuusha Tokkyuu Might Gaine (1993),  Izumi Matsubara, Tetsuya Yoshinaga
- Nekketsu Saikyo Gozaurer (1993),  Shinobu Asaoka
- The Irresponsible Captain Tylor (1993),  Yuriko Star
- Ocean Waves (1993 special),  Akiko Shimizu
- Sailor Moon S (1994),  Actress (ep 112)
- Magic Knight Rayearth (1994),  Alcyone
- Mahoujin Guru Guru (1994),  Juju
- Ai to Yuki no Pig Girl Tonde Boorin (1994),  Kotoko (ep 35,39)
- Huckleberry Finn Monogatari (1994),  Miss Watson
- Mobile Fighter G Gundam (1994),  Rain Mikamura
- La leggenda di Biancaneve (1994),  Biancaneve
- Magic Knight Rayearth 2 (1995),  Alcyone
- Sailor Moon SuperS (1995),  CereCere, Kiriko (ep 145), Puko (ep 132)
- El Hazard: The Wanderers (1995),  Ifurita
- Zenki (1995),  Karuma, Lulupapa
- Tenchi muyō! (1995),  Kiyone Makibi
- Nurse Angel Ririka SOS (1995),  Madoka Moriya, Helena
- Wedding Peach (1995),  Mimiko (ep 3), Reiko (ep 27)
- Ninku (1995),  Riritosara Ninku
- Merhen Ōkoku (1995),  Snow White
- Kyouryuu Boukenki Jura Tripper (1995),  Tiger
- Magical Project S (1996),  Kiyone Amayuri
- Saber Marionette J (1996),  Lorelei, Michael (ep 10–11)
- The Vision of Escaflowne (1996),  Naria, Elise
- Detective Conan (1996),  Yoko Okino (ep 3, 21)
- After War Gundam X (1996),  Onimin (ep 15)
- Kodomo no Omocha (1996),  Yuko
- City Hunter Special: Servizi segreti (1996 special),  Anna
- Gegege no Kitarō (1996)
- Cooking Master Boy (1997),  Fei's mother
- Flame of Recca (1997),  Katashiro Reiran
- Shin Tenchi muyō! (1997),  Kiyone Makibi, Theme Song Performance (ED1)
- In The Beginning: The Bible Stories (1997),  Mary
- Burn-Up Excess (1997),  Nanbel
- Hyper Police (1997),  Poe (ep 9, 16), Shiro
- Vampire Princess Miyu (1997),  Proton (ep 11)
- Those Who Hunt Elves 2 (1997),  Pulana (ep 8)
- Sekushi Commando Gaiden: Sugoiyo! Masaru-san (1998),  Doctor Mariko
- Trigun (1998),  Elizabeth (ep 6)
- El Hazard: The Alternative World (1998),  Ifurita
- Urayasu Tekkin Kazoku (1998),  Junko Oosawagi
- Saber Marionette J to X (1998),  Lorelei
- St. Luminous Mission High School (1998),  Matsushima Naoko
- Nuku Nuku (1998),  Momoko Ishiyama
- Yu-Gi-Oh! (1998),  Nurse Miyuki (ep 16)
- Prince Mackaroo (1998),  Otome-sensei (Seasons 1 and 2)
- Shadow Skill: Eigi (1998),  Rirubelt
- Koume-chan Ga Iku! (1999),  Kimi-chan
- Corrector Yui (1999),  Sakura Kasuga
- Pilot Candidate (2000),  Teela Zain Elmes, Tukasa Kuscha
- Inuyasha (2000),  Tsukiyomi
- Pokemon Advance (2002),  Yoko (ep 53)
- R.O.D -The TV- (2003),  Harumi Mishima (ep 9)
- Mermaid Forest (2003),  Nae
- Legendz: Yomigaeru Ryuuou Densetsu (2004),  BB Youko
- Tactics (2004),  Chikage (ep 15), Jin's Mother (ep 3)
- The Melody of Oblivion (2004),  Keiko Hamasaki/Midnight Fledgling (ep 3–5)
- Tenjho Tenge (2004),  Makiko Nagi
- Uta∽Kata (2004),  Mitsuki Shirasaka (ep 8)
- The Marshmallow Times (2004),  Sandy's Mama
- MoonPhase (2004),  Seine
- Harukanaru Toki no Naka de Hachiyō Shō (2004),  Takamichi's mother (ep 20)
- Hell Girl (2005),  Ai's Mother (ep 25)
- GUNxSWORD (2005),  Hayetah (ep 9)
- Trinity Blood (2005),  Mirka Fortuna
- Majokko Tsukune-chan (2005),  Nabule
- Mushi-Shi (2005),  Sayo (ep 16)
- Okusama wa Maho Shojo (2005),  Yuki Tanishima
- Fairy Musketeers (2006),  Cain's mother
- D.Gray-man (2006),  Crea (ep 1)
- Hime-sama Goyōjin (2006),  Ebine Tsubaki
- School Rumble Ni gakki (2006),  Eri's mother (ep 17)
- Code Geass: Lelouch of the Rebellion (2006),  Kallen's mother (ep 9)
- Kodomo no Jikan (2007),  Aki Kokonoe (ep 6)
- Suteki Tantei Labyrinth (2007),  Inaho Izumi (ep 13, 19–20, 23, 25)
- Nabari no Ō (2008),  Ichiki
- Strike Witches (2008),  Mother Miyafuji
- Shin Koihime†Musō (2009),  Ryūbi's Mother
- Fullmetal Alchemist: Brotherhood (2009),  Sara Rockbell
- Uragiri wa Boku no Namae wo Shitteiru (2010), Ibuki
- Kirakira ☆ Pretty Cure À La Mode (2017), Shino Kotozume
- Solo Leveling (2025), Park Kyung-Hye

### OAV
- Vampire Princess Miyu (1988),  Carlua
- Legend of the Galactic Heroes (1988),  Charlotte Phillis Cazellnu
- Sonic Soldier Borgman: Last Battle (1989),  Public Address Announcer
- Lightning Trap: Leina & Laika (1990),  Nami Kojima
- Mad Bull 34 (1990), Cuì-Huā
- Iczer Reborn (1990),  Shizuka Kawaii
- Condition Green (1991),  Angie Page
- Judge (1991),  female employee
- Gall Force: New Era (1991),  Garnet
- Okama Hakusho (1991),  Katherine
- Capricorn (1991),  Non
- Ozanari Dungeon: Kaze no Tou (1991),  Priestess
- Otaku no Video (1991),  Yuri Sato
- Ushio e Tora (1992),  Asako Nakamura
- Eien no Filena (1992),  Elthena
- Bewitching Nozomi (1992),  Kitagawa (volume 1)
- Future GPX Cyber Formula 11 (1992),  Kyoko Aoi
- Video Girl Ai (1992),  Moemi Hayakawa
- Sequence (1992),  Morio Megumi
- Black Lion (1992),  Oyu
- Ushio & Tora: Comically Deformed Theater (1993),  Asako Nakamura, Theme Song Performance ("Boogie-Woogie Monster")
- Desert Rose (1993), Corinne
- Minky Momo in Yume ni Kakeru Hashi (1993),  Girl
- Moldiver (1993),  Jennifer
- Bakuen Campus Guardress (1993),  Murasaki
- Singles (1993),  Noriko Sakisaka
- Aru Kararu no Isan (1993),  Ress
- Casshan: Robot Hunter (1993),  Sagria
- Humming Bird - Ragazze con le ali (1993),  Yayoi Toreishi, Theme Song Performance
- Homeroom Affairs (1994)
- Blue Butterfly Fish (1994),  Ayuuru
- New Cutey Honey (1994),  Gold Digger (ep 8)
- Iczer Girl Iczelion (1994),  Kawai Kawai
- Tenchi muyō! Mihoshi Special (1994),  Kiyone Makibi
- Future GPX Cyber Formula Zero (1994),  Kyoko Aoi
- Phantom Quest Corp. (1994),  secretary
- Sins of the Sisters (1994),  Youko Miuchi
- The Irresponsible Captain Tylor (1994),  Yuriko
- Twin Signal (1995),  Chris
- El Hazard: The Magnificent World (1995),  Ifurita
- Magica Pretty Sammy (1995),  Kiyone Amayuri
- Galaxy Fraulein Yuna (1995),  Lica
- Sailor Victory (1995),  Margarita
- Shadow Skill (1995),  Rirubelt
- Landlock (1996),  Ansa
- Future GPX Cyber Formula Saga (1996),  Kyoko Aoi, Satsuki Nanase
- Burn-Up W (1996),  Nanvel
- Galaxy Fraulein Yuna Returns (1996),  Raika
- Rayearth (1997),  Alcyone
- Knights of Ramune (1997),  Cacao's mother
- Saber Marionette J Again (1997),  Lorelei
- Fushigi yûgi - Il gioco misterioso (1997),  Miiru Kamishirou
- Photon: The Idiot Adventures (1997),  Rashara
- Bondage Queen Kate (1994),  Kate
- Future GPX Cyber Formula Sin (1998),  Kyoko Aoi
- All Purpose Cultural Cat Girl Nuku Nuku DASH! (1998),  Momoko Ishiyama
- Gravitation: Lyrics of Love (1999),  Noriko Ukai
- Candidate for Goddess (2002),  Teela Zain Elmes, Tsukasa Kusha
- Street Fighter Alpha: Generations (2005),  Fuka, Sayaka
- Tenjho Tenge: Ultimate Fight (2005),  Makiko Nagi
- Gakuen Utopia Manabi Straight! (2007),  Clerk

### Videogiochi
- Dynasty Warriors: Gundam (Rain Mikamura)
- Fire Emblem Heroes (Annand)
- Infinite Undiscovery (Saranda, Serafima)
- Little Princess: Maru Oukoku no Ningyou Hime 2 (Etoile Rosenqueen)
- Lupin the 3rd: The Sage of Pyramid (Principessa del Crepuscolo)
- Magic Knight Rayearth (Alcyone)
- Pocket Fighter (Ibuki)
- Quiz Nanairo Dreams (Mayumi Tohato (Mayumi Kobato nella versione Arcade))
- Rhapsody: A Musical Adventure (Etoile Rosenqueen)
- Skies of Arcadia (Belleza)
- Street Fighter III: New Generation (Ibuki)
- Street Fighter III: 2nd Impact (Ibuki)
- Street Fighter III: 3rd Strike (Ibuki, Effie)
- Street Fighter EX (Hokuto)
- Street Fighter EX 2 (Hokuto)
- Street Fighter EX 3 (Hokuto)
- Super Robot Wars A Portable (Rain Mikamura, Miyuki Saotome)
- Tales of Destiny (Mary Argent)
- Tales of the Rays (Mary Argent)
- Variable Geo (Ayako Yuuki)